# 서해안고속도로
| 2001년 이전 고속국도 노선 (기종점은 2001년 8월 24일 이전을 기준으로 함) | 2001년 이전 고속국도 노선 (기종점은 2001년 8월 24일 이전을 기준으로 함) | 2001년 이전 고속국도 노선 (기종점은 2001년 8월 24일 이전을 기준으로 함) |
| ----------------------------------------------------------------------- | ----------------------------------------------------------------------- | ----------------------------------------------------------------------- |
| 노선 기호와 사용 연도                                                   |                                                                         | 11                                                                      |
| 노선 기호와 사용 연도                                                   | 1994년 ~ 1997년                                                         | 1997년 ~ 2001년                                                         |
| 노선명                                                                  | 서해안고속도로 (고속국도 제11호선)                                      | 서해안고속도로 (고속국도 제11호선)                                      |
| 기점                                                                    | 인천광역시 중구                                                         | 인천광역시 중구                                                         |
| 종점                                                                    | 전라남도 목포시                                                         | 전라남도 목포시                                                         |

| 2001년 이전 고속국도 노선 (기종점은 2001년 8월 24일 이전을 기준으로 함) | 2001년 이전 고속국도 노선 (기종점은 2001년 8월 24일 이전을 기준으로 함) | 2001년 이전 고속국도 노선 (기종점은 2001년 8월 24일 이전을 기준으로 함) |
| ----------------------------------------------------------------------- | ----------------------------------------------------------------------- | ----------------------------------------------------------------------- |
| 노선 기호와 사용연도                                                    |                                                                         | 16                                                                      |
| 노선 기호와 사용연도                                                    | 1995년 ~ 1997년                                                         | 1997년 ~ 2001년                                                         |
| 노선명                                                                  | 서울안산고속도로 (고속국도 제16호선)                                    | 서울안산고속도로 (고속국도 제16호선)                                    |
| 기점                                                                    | 서울특별시 금천구                                                       | 서울특별시 금천구                                                       |
| 종점                                                                    | 경기도 안산시                                                           | 경기도 안산시                                                           |

서해안고속도로(西海岸高速道路, 고속국도 제15호선)는 전라남도 무안군을 기점으로, 서울특별시 금천구를 종점으로 하여 서해안을 따라 남북을 잇는 대한민국의 고속도로이다.
2001년 12월 21일 전 구간이 개통되었고, 이 날 오후 3시, 당시 김대중 대통령이 참석한 가운데 서김제 나들목에서 개통식을 가졌다.
남북 제1축에 해당하는 서해안권 지역을 잇는 대표적인 고속도로로, 전라남도, 전북특별자치도, 충청남도, 경기도를 경유하는 것이 특징이다. 지선 고속도로로는 남북형 노선으로 2009년 5월 28일에 개통한 충청남도 서천군과 공주시를 잇는 서천공주고속도로와, 2013년 3월 28일에 개통한 경기도 평택시와 시흥시를 잇는 평택시흥고속도로가 있다.
서해안고속도로의 대표적인 교통 시설물로는 경기도와 충청남도를 잇는 연장 7.3 km의 서해대교가 있다. 행담도를 가로지르며, 대한민국에서 총 연장으로는 세 번째, 교량 단일 길이만으로는 두 번째 규모다.

## 역사

### 고속도로 노선 체계 재정비 이전
- 1991년 7월 25일 : 인천직할시 남구 용현동 ~ 전라남도 무안군 삼향면 구간을 고속국도 제11호선 서해안고속도로(서해안선)으로 지정
- 1991년 8월 3일 : 당진 나들목 건설을 위해 충청남도 당진군 송악면 영천리 ~ 반촌리 2.2km 구간 도로구역 결정, 군산 나들목 건설을 위해 전라북도 옥구군 대야면 산월리 ~ 죽산리 900m 구간 도로구역 결정[2], 목포 나들목 건설을 위해 전라남도 목포시 대양동 ~ 무안군 삼향면 유교리 1.5km 구간 도로구역 결정[3], 서해안고속도로 신설을 위해 인천직할시 남구 용현동 ~ 경기도 안산시 부곡동 27.9km 구간 도로구역 결정[4]
- 1991년 12월 : 능해 나들목 ~ 목포 나들목 전 구간 착공.
- 1992년 4월 29일 : 경기도 광명시 소하1동 ~ 안산시 양상동 구간을 고속국도 제16호선 시흥 ~ 안산고속도로(시흥 ~ 안산선)으로 지정[5]
- 1992년 5월 8일 : 시흥 ~ 안산고속도로 논곡 ~ 안산 구간 신설을 위해 경기도 시흥시 조남동 ~ 장하동 2.1km 구간 도로구역 결정[6]
- 1992년 12월 1일 : 양상 나들목 건설을 위해 경기도 안산시 양상동 700m 구간 도로구역 결정[7], 시흥 ~ 안산고속도로 시흥 ~ 논곡 구간 신설을 위해 서울특별시 구로구 시흥동 ~ 경기도 시흥시 조남동 10.4km 구간 도로구역 결정[8]
- 1992년 12월 31일 : 서해안고속도로 신설을 위해 경기도 안산시 부곡동 ~ 충청남도 당진군 송악면 59.3km 구간, 충청남도 서천군 종천면 ~ 전라북도 옥구군 대야면 23.8km 구간, 전라남도 무안군 삼향면 ~ 함평군 엄다면 22.2km 구간 도로구역 결정[9]
- 1993년 2월 5일 : 군자 나들목 접속부 입체화로 구조 변경에 의해 경기도 안산시 선부동 1.223km 구간 도로구역 변경[10]
- 1993년 11월 : 서해대교 착공
- 1994년 7월 7일 : 능해 나들목 ~ 안산 분기점 27.2km 구간 개통[11]
- 1994년 8월 30일 : 1996년 4월까지 목포 나들목 건설을 위해 전라남도 목포시 대양동 ~ 무안군 삼향면 유교리 250m 구간 도로구역 결정[12]
- 1995년 4월 1일 : 1995년 12월까지 목감 나들목 건설을 위해 경기도 시흥시 목감동 920m 구간 도로구역 변경[13]
- 1995년 9월 1일 : 1998년 12월까지 송악 나들목 건설을 위해 충청남도 당진군 송악면 복운리 2.1km 구간 도로구역 결정, 초대2육교 건설을 위해 충청남도 당진군 신평면 초대리 100m 구간 도로구역 변경[14][15]
- 1995년 12월 11일 : 1997년 12월까지 일로 나들목 구조 변경으로 인해 전라남도 무안군 일로읍 지장리 ~ 삼향면 맥포리 1.5km 구간 도로구역 변경[16]
- 1995년 12월 28일 : 안산 분기점 ~ 일직 분기점 9.1km 구간 개통[17]
- 1996년 1월 12일 : 1996년 12월까지 서서울 요금소 건설을 위해 경기도 안산시 장하동 942m 구간 도로구역 변경[18], 안산 분기점 확장 공사로 인해 경기도 안산시 양상동 ~ 부곡동 3.52km 구간 도로구역 변경[19]
- 1996년 1월 26일 : 군산 나들목 국도 제26호선 접속부 입체화 공사로 인해 전라북도 군산시 대야면 산월리 900m 구간 도로구역 변경[20]
- 1996년 3월 7일 : 1996년 12월까지 신갈 ~ 안산 고속도로 확장 공사로 인해 팔곡 분기점 ~ 둔대 분기점 연결도로(경기도 군포시 대야미동 ~ 안산시 건건동) 850m 구간 도로구역 변경[21]
- 1996년 3월 9일 : 1996년 12월까지 매송 나들목 요금소 건설로 인해 경기도 화성군 매송면 원리 ~ 송라리 540m 구간 도로구역 변경[22]
- 1996년 7월 1일 : 기점을 '인천직할시 남구 용현동'에서 '인천광역시 남구 용현동'으로 변경, 시흥 ~ 안산고속도로의 기점을 '경기도 광명시 소하1동'에서 '서울특별시 금천구 가산동'으로 연장하면서 서울 ~ 안산고속도로(서울 ~ 안산선)으로 노선명 변경[23]
- 1996년 7월 9일 : 금천 나들목 신설 공사로 인해 서울특별시 금천구 가산동 ~ 경기도 안양시 만안구 석수동 4.42km 구간 도로구역 결정[24]
- 1996년 7월 26일 : 2000년 12월까지 행담도휴게소 주차장 설치 공사로 인해 충청남도 당진군 신평면 매산리 520m 구간 도로구역 변경[25]
- 1996년 11월 8일 : 1999년 12월까지 군산 나들목을 익산 ~ 전주고속도로 연결을 대비한 북군산 분기점으로 변경하기 위해 전라북도 군산시 나포면 서포리 ~ 성산면 여방리 2.06km 구간 도로구역 변경[26][27]
- 1996년 12월 17일 : 안산 분기점 ~ 포승 나들목 44.4km 구간 개통 및 팔곡 분기점 개통[28]
- 1996년 12월 19일 : 월곶 나들목 개량 공사로 인해 경기도 시흥시 월곶동 478m 구간을 947.3m로 도로구역 변경[29]
- 1997년 1월 6일 : 서서울 요금소 신설과 함께 통행료 징수 개시[30]
- 1997년 5월 26일 : 2002년 12월까지 당진 나들목 ~ 서천 나들목 구간 신설을 위해 충청남도 당진군 송악면 반촌리 ~ 서천군 종천면 산천리 101.9km 구간 도로구역 결정[31]
- 1997년 5월 27일 : 1998년 12월까지 군산휴게소 (상행) 설치를 위해 전라북도 군산시 나포면 서포리 ~ 성산면 여방리 1.48km 구간 도로구역 변경[32]
- 1997년 10월 25일 : 2001년 12월까지 서울 ~ 안산고속도로 일직 분기점 ~ 목감 나들목 구간 확장 및 남서울역 나들목 신설을 위해 경기도 안양시 만안구 박달동 ~ 시흥시 목감동 3.025km 구간 도로구역 변경[33]
- 1998년 4월 3일 : 2000년 12월까지 당진 나들목 개량 공사를 위해 충청남도 당진군 송악면 반촌리 1.4km 구간 도로구역 변경[34]
- 1998년 5월 4일 : 2002년 12월까지 군산 나들목 ~ 무안 나들목 구간 신설을 위해 전라북도 군산시 대야면 죽산리 ~ 전라남도 무안군 무안읍 용월리 113.3km 구간 도로구역 결정[35]
- 1998년 8월 6일 : 2001년 12월까지 안산 나들목 이설 및 요금소 설치를 위해 경기도 안산시 양상동 1.5km 구간을 안산시 양상동 ~ 화정동 1.5km로 도로구역 변경[36]
- 1998년 8월 25일 : 무안 나들목 ~ 목포 나들목 23.2km 구간 개통[37]
- 1998년 10월 30일 : 서천 나들목 ~ 동군산 나들목 23.6km 구간 개통[38]
- 1998년 11월 12일 : 2000년 12월까지 매송 나들목 접속부 입체화 공사를 위해 경기도 화성군 매송면 원리 ~ 안산시 팔곡2동 590m 구간 도로구역 변경[39]
- 1998년 11월 25일 : 일직 분기점 ~ 금천 나들목 5.2km 구간 개통[40]
- 1998년 12월 1일 : 목감 나들목 개통[41]
- 1999년 5월 7일 : 2001년 12월까지 남동 나들목 접속부 입체화 공사를 위해 인천광역시 남동구 남촌동 980m 구간 도로구역 변경[42]
- 1999년 7월 6일 : 2001년 12월까지 부안휴게소, 대산휴게소 (상행), 함평휴게소 (상행) 설치 공사를 위해 전라북도 군산시 대야면 죽산리 ~ 전라남도 무안군 무안읍 용월리 113.3km 구간 도로구역 변경[43]
- 1999년 9월 10일 : 2001년 12월까지 대천휴게소 (상행), 서천휴게소 (상행) 설치 공사를 위해 충청남도 당진군 송악면 반촌리 ~ 서천군 종천면 산천리 101.9km 구간[44], 서안산 나들목 접속부 입체화 및 요금소 설치 공사를 위해 경기도 안산시 선부동 1km 구간 도로구역 변경[45]
- 1999년 10월 19일 : 2001년 12월까지 대산휴게소 (하행), 함평휴게소 (하행) 설치 공사를 위해 전라북도 군산시 대야면 죽산리 ~ 전라남도 무안군 무안읍 용월리 113.3km 구간 도로구역 변경[46]
- 1999년 11월 26일 : 조남 분기점 개통
- 2000년 3월 7일 : 2001년 12월까지 고창 나들목 접속부 입체화 공사를 위해 전라북도 군산시 대야면 죽산리 ~ 전라남도 무안군 무안읍 용월리 113.3km 구간 도로구역 변경[47]
- 2000년 6월 1일 : 서해대교를 포함한 서평택 나들목 ~ 송악 나들목 구간과 직결을 위해 포승 나들목 폐쇄[48][49]
- 2000년 6월 5일 : 2001년 12월까지 웅천 나들목 신설 공사로 인해 충청남도 당진군 송악면 반촌리 ~ 서천군 종천면 산천리 101.9km 구간 도로구역 변경[50]
- 2000년 11월 10일 : 서해대교를 포함한 포승 나들목 ~ 당진 나들목 18.8km 구간 개통[51][52]
- 2000년 12월 9일 : 2001년 12월까지 당진 ~ 서천 구간 신설을 위해 충청남도 당진군 송악면 반촌리 ~ 서천군 종천면 산천리 103.7km 구간 도로 구역 변경[53]
- 2001년 4월 20일 : 2001년 12월까지 군산 ~ 무안 구간 신설을 위해 전라북도 군산시 대야면 죽산리 ~ 전라남도 무안군 무안읍 용월리 113.3km 구간 도로 구역 변경[54]

- 2001년 8월 24일 : 2001년 12월까지 줄포 나들목 접속부 확장 공사를 위해 전라북도 군산시 대야면 죽산리 ~ 전라남도 무안군 무안읍 용월리 113.3km 구간 도로 구역 변경[55]
- 2001년 8월 25일 : 기존 서울 ~ 안산고속도로 전 구간을 편입, 기존 능해 나들목 ~ 서창 분기점 구간은 제2경인고속도로로, 서창 분기점 ~ 안산 분기점 구간은 영동고속도로로 이관. 기점과 종점을 각각 인천 → 목포에서 목포 → 광명/서울 (경기도 광명시 및 서울특별시 금천구)로 변경. 노선번호를 제11호에서 제15호로 변경.[56]

### 고속도로 노선 체계 재정비 이후
- 2001년 9월 27일 : 당진 나들목 ~ 서천 나들목 103.7km 구간 개통[57][58]
- 2001년 12월 15일 : 목포 나들목 ~ 금천 나들목 구간 제한 속도를 최고 110km/h, 최저 60km/h 로 지정[59]
- 2001년 12월 21일 : 동군산 나들목 ~ 무안 나들목 114.3km 구간 개통[60], 이 때 개방식으로 운영되던 목포 요금소를 폐쇄식으로 전환[61]
- 2002년 12월 12일 : 서평택 분기점 개통
- 2003년 2월 8일 : 2003년 12월까지 조남 분기점 ~ 서서울 요금소 구간 차로 확장 공사를 위해 경기도 안산시 장하동 1.54km 구간 도로구역 변경[62]
- 2003년 9월 8일 : 무창포 나들목 개통[63]
- 2004년 3월 15일 : 광명역 나들목 개통
- 2004년 9월 9일 : 2005년 1월까지 소하 나들목 개설 공사를 위해 경기도 광명시 소하동 800m 구간 도로구역 변경[64]
- 2004년 11월 10일 : 목포 나들목 ~ 금천 나들목 구간 제한속도를 최고 110km/h, 최저 60km/h 로 지정[65]
- 2005년 6월 23일 : 2005년 12월까지 화성휴게소 확장 공사를 위해 경기도 화성시 팔탄면 덕천리 구간 도로구역 변경[66]
- 2006년 10월 3일 : 서해대교에서 29중 추돌사고가 발생하였다.
- 2007년 11월 8일 : 목포 나들목 ~ 매송 나들목 구간 제한속도를 최고 110km/h, 최저 60km/h 로 지정 변경[67]
- 2007년 11월 9일 : 함평 분기점 개통
- 2007년 12월 13일 : 고창 분기점 개통
- 2008년 6월 3일 : 2010년까지 매송휴게소 부지 조성 공사를 위해 경기도 화성시 매송면 야목리 ~ 송라리 1.08km 구간 도로구역 변경[68]
- 2009년 5월 27일 : 목포 나들목 ~ 매송 나들목 구간 제한속도를 최고 110km/h, 최저 60km/h 로 지정[69]
- 2009년 5월 28일 :당진대전고속도로와 서천공주고속도로 개통으로 당진 분기점과 동서천 분기점 개통
- 2009년 9월 11일 : 2010년까지 경기도 화성시 매송면 구간 왕복 8차로 확장 공사를 위해 경기도 화성시 매송면 구포리 ~ 송라리 3.474km 구간 도로구역 변경[70][71]
- 2010년 3월 2일 : 경기도 화성시 매송면 구간 왕복 8차로 확장 공사 시행기간을 2010년에서 2011년으로 연기[72]
- 2010년 3월 31일 : 안산 ~ 일직 구간 왕복 8 ~ 10차선 확장 공사를 위해 경기도 안산시 상록구 부곡동 ~ 안양시 만안구 박달동 10.0km 구간 도로구역 변경[73]
- 2010년 7월 30일 : 안산 분기점 ~ 일직 분기점 구간 9.9km의 왕복 8 ~ 10차선 확장 공사 착공[74]
- 2010년 9월 1일 : 목포 나들목 ~ 매송 나들목 구간 제한속도를 최고 110km/h, 최저 50km/h 로 지정[75]
- 2010년 12월 28일 : 도로명주소에 목포 나들목부터 금천 나들목까지 340.81km 구간을 서해안고속도로로 고시[76]
- 2011년 12월 23일: 죽림 분기점 개통[77]과 함께 목포 나들목 ~ 죽림 분기점 4.8km 구간이 국도 제2호선으로 변경. 단, 도로명은 서해안고속도로로 유지[78]
- 2013년 10월 17일 : 2016년 12월까지 서산 나들목 국도 접속부 입체화 공사를 위해 충청남도 서산시 운산면 갈산리 3.12km 구간 도로구역 변경[79]
- 2013년 11월 26일 : 경기도 평택시 구간 왕복 8 ~ 10차선 확장 공사를 위해 경기도 평택시 포승읍 희곡리 ~ 청북면 고잔리 10.3km 구간 도로구역 변경[80]
- 2014년 10월 : 서해대교 입구 ~ 서평택 분기점 구간 10.3km 왕복 8 ~ 10차선 확장 공사 착공[81]
- 2014년 11월 : 안산 분기점 ~ 조남 분기점 구간 2.9km 왕복 10차선 확장 개통
- 2015년 3월 27일 : 국토교통부고시로 기점을 '전라남도 무안군 삼향읍 맥포리', 종점을 '서울특별시 금천구 독산동'으로 명시[82]
- 2015년 6월 : 조남 분기점 ~ 목감 나들목 구간 3.2km 왕복 10차선 조기 확장 개통
- 2015년 12월 3일 : 서해대교 주탑에 연결된 와이어에서 화재가 발생한 사고로 인하여 훼손이 되어 새로운 와이어를 교체하는데 최소 20일 이상 소요가 되어 서해대교 전 구간 밎 송악 나들목 ~ 서평택 나들목 구간 2015년 12월 18일까지 통제[83][84]
- 2015년 12월 19일 : 서해대교 및 송악 나들목 ~ 서평택 나들목 구간 전면 재개통[85]
- 2015년 12월 23일 : 목감 나들목 ~ 일직 분기점 구간 3.8km의 왕복 10차선 확장 개통[74][86]
- 2016년 7월 3일 : 소하 분기점 개통
- 2016년 9월 1일 : 죽림 분기점 ~ 매송 나들목 구간 제한속도를 최고 110km/h, 최저 50km/h 로 지정 변경[87]
- 2017년 2월 22일 : 행담도휴게소 내에 무인영업소 신설[88][89]
- 2017년 4월 21일 : 구 매송 요금소 부지에 매송휴게소 신설 착공[90]
- 2017년 8월 21일 : 2020년까지 목감휴게소 부지 조성을 위해 경기도 시흥시 목감동 일원 도로구역 변경[91]
- 2018년 4월 20일 : 구 매송 요금소 부지에 매송휴게소 신설 개장[90]
- 2018년 11월 27일 : 서평택 나들목 ~ 서평택 분기점 6.5km 구간 왕복 6차로에서 왕복 10차로로 확장 개통[92][93]
- 2019년 9월 25일 : 2019년 12월 31일까지 용연졸음쉼터 서울방향 시설개량을 위해 충청남도 당진시 용연동 830m 구간 도로구역 변경[94]
- 2019년 11월 28일 : 경기도 평택시 포승읍 희곡리 ~ 서평택 나들목 2.5km 구간 왕복 6차로에서 왕복 8차로로 확장 개통[95]
- 2020년 1월 22일 : 2021년 2월까지 시흥목감지구 택지개발사업으로 인한 방음벽 및 방음벽 전용교량 신설을 위해 경기도 안산시 상록구 부곡동 ~ 안양시 만안구 석수동 10km 구간 도로구역 변경[96]
- 2020년 2월 7일 : 2021년 12월까지 영광 하이패스 나들목 설치를 위해 전라남도 영광군 군서면 보라리 210m 구간 도로구역 변경[97]
- 2020년 3월 19일 : 2023년 3월까지 목감복합휴게시설 부지조성을 위해 경기도 시흥시 목감동 450m 구간 도로구역 변경[98]
- 2021년 4월 28일 : 팔탄 분기점 개통
- 2021년 7월 31일 : 휴게소 확장 공사로 인해 목감휴게소 임시 폐쇄
- 2021년 10월 26일 : 2021년 12월까지 영광 하이패스 나들목 신설을 위해 전라남도 영광군 군서면 보라리 310m 구간 도로구역 변경[99]
- 2021년 12월 29일 : 불갑산 나들목 목포 방향 진출입로 개통[100]
- 2024년 12월 10일 : 포승 분기점 개통
- 2025년 5월 13일 : 불갑산 나들목 서울 방향 진출입로 개통[101]

## 구성
차로수

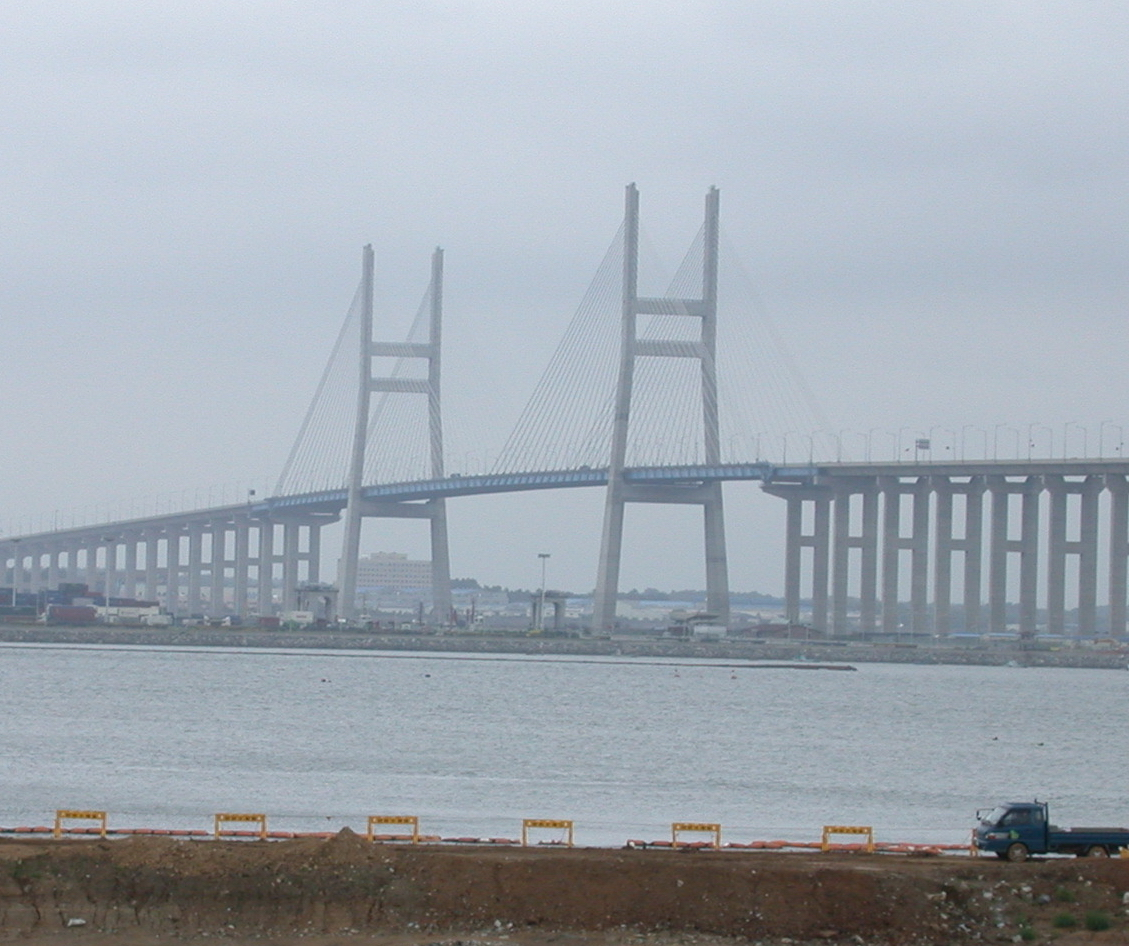
서해대교

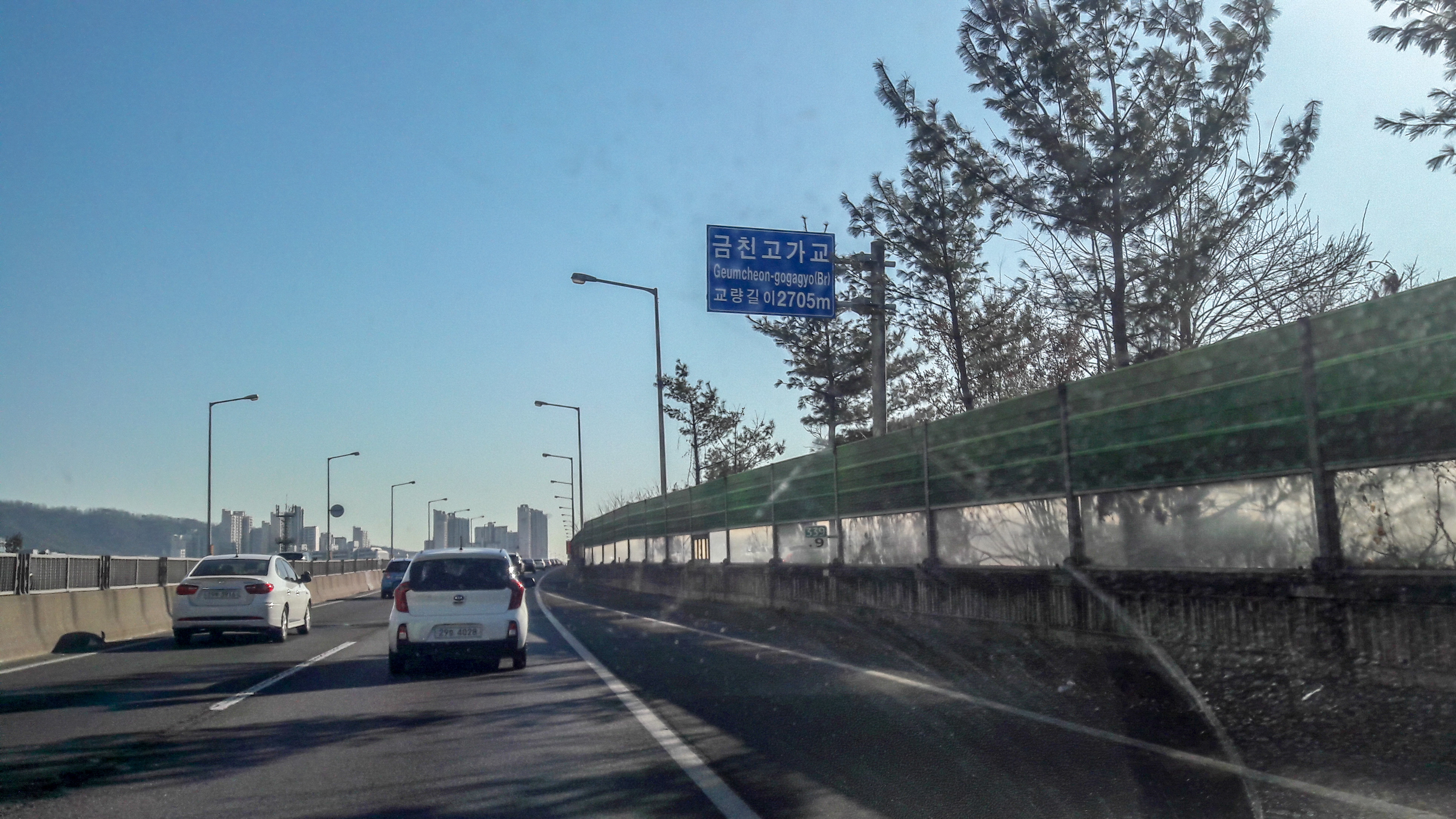
금천고가교 표지판(하행)

- 죽림 분기점 ~ 당진 분기점[102], 소하 분기점 ~ 서울종점 : 왕복 4차로
- 당진 분기점 ~ 경기도 평택시 포승읍 희곡리, 서평택 분기점 ~ 비봉 나들목, 매송 나들목 ~ 안산 분기점 : 왕복 6차로
- 경기도 평택시 포승읍 희곡리 ~ 서평택 나들목, 비봉 나들목 ~ 매송 나들목, 일직 분기점 ~ 소하 분기점 : 왕복 8차로
- 서평택 나들목 ~ 서평택 분기점, 안산 분기점 ~ 일직 분기점 : 왕복 10차로

총연장
- 336.65 km

제한속도
- 죽림 분기점 ~ 매송 나들목 : 최고 110 km/h, 최저 50 km/h
- 매송 나들목 ~ 금천 나들목 : 최고 100 km/h, 최저 50 km/h

### 터널
| 터널 이름 | 소재지                              | 길이 | 준공 년도 | 비고      |
| --------- | ----------------------------------- | ---- | --------- | --------- |
| 몽탄3터널 | 전라남도 무안군 몽탄면 약곡리       | 590m | 1998년    | 서울 방면 |
| 몽탄3터널 | 전라남도 무안군 몽탄면 약곡리       | 550m | 1998년    | 목포 방면 |
| 몽탄2터널 | 전라남도 무안군 몽탄면 구산리       | 540m | 1998년    | 서울 방면 |
| 몽탄2터널 | 전라남도 무안군 몽탄면 구산리       | 550m | 1998년    | 목포 방면 |
| 몽탄1터널 | 전라남도 무안군 몽탄면 내리         | 280m | 1998년    | 서울 방면 |
| 몽탄1터널 | 전라남도 무안군 몽탄면 내리         | 290m | 1998년    | 목포 방면 |
| 무안4터널 | 전라남도 무안군 몽탄면 다산리       | 280m | 1998년    | 서울 방면 |
| 무안4터널 | 전라남도 무안군 몽탄면 다산리       | 310m | 1998년    | 목포 방면 |
| 무안3터널 | 전라남도 무안군 무안읍 성암리       | 280m | 1998년    |           |
| 무안2터널 | 전라남도 무안군 무안읍 성암리       | 310m | 1998년    | 서울 방면 |
| 무안2터널 | 전라남도 무안군 무안읍 성암리       | 320m | 1998년    | 목포 방면 |
| 무안1터널 | 전라남도 무안군 무안읍 성동리       | 480m | 1998년    |           |
| 함평터널  | 전라남도 함평군 신광면 계천리       | 440m | 2001년    | 서울 방면 |
| 함평터널  | 전라남도 함평군 신광면 계천리       | 450m | 2001년    | 목포 방면 |
| 영광2터널 | 전라남도 영광군 군서면 보라리       | 590m | 2001년    | 서울 방면 |
| 영광2터널 | 전라남도 영광군 군서면 보라리       | 560m | 2001년    | 목포 방면 |
| 영광1터널 | 전라남도 영광군 묘량면 영양리       | 860m | 2001년    | 서울 방면 |
| 영광1터널 | 전라남도 영광군 묘량면 영양리       | 870m | 2001년    | 목포 방면 |
| 대명터널  | 전북특별자치도 군산시 성산면 대명리 | 330m | 1998년    |           |
| 종천터널  | 충청남도 서천군 종천면 당정리       | 819m | 2001년    | 서울 방면 |
| 종천터널  | 충청남도 서천군 종천면 당정리       | 879m | 2001년    | 목포 방면 |
| 비인터널  | 충청남도 서천군 비인면 성북리       | 776m | 2001년    | 서울 방면 |
| 비인터널  | 충청남도 서천군 비인면 성북리       | 790m | 2001년    | 목포 방면 |
| 웅천터널  | 충청남도 보령시 주산면 증산리       | 500m | 2001년    | 서울 방면 |
| 웅천터널  | 충청남도 보령시 주산면 증산리       | 520m | 2001년    | 목포 방면 |
| 운산터널  | 충청남도 서산시 운산면 신창리       | 80m  | 2001년    |           |
| 용담터널  | 경기도 안산시 상록구 건건동         | 766m | 1996년    | 서울 방면 |
| 용담터널  | 경기도 안산시 상록구 건건동         | 853m | 1996년    | 목포 방면 |
| 팔곡터널  | 경기도 안산시 상록구 팔곡일동       | 351m | 1996년    | 서울 방면 |
| 팔곡터널  | 경기도 안산시 상록구 팔곡일동       | 336m | 1996년    | 목포 방면 |
| 순산터널  | 경기도 군포시 둔대동                | 684m | 1996년    | 서울 방면 |
| 순산터널  | 경기도 군포시 둔대동                | 627m | 1996년    | 목포 방면 |

### 구간 과속 단속
- 서해대교 (상, 하행 9.07km) - 구간단속 (2008년 1월 15일부터 시행)[103]
- 서울방향 : 서김제 나들목 ~ 동군산 나들목 9.8km (2015년 12월 시행)

### 편의 시설

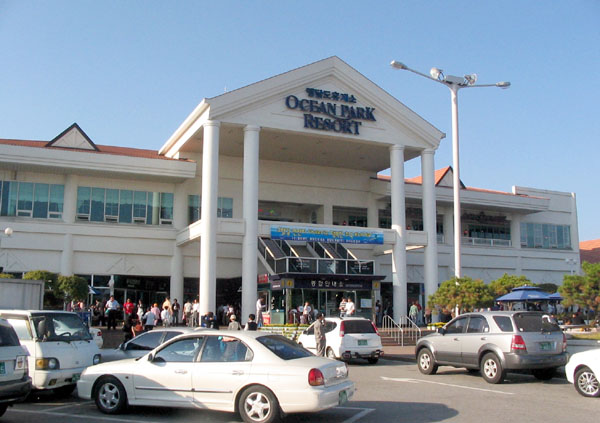
행담도휴게소

서해안고속도로의 편의 시설 (휴게소)은 총 12곳이 있으며, 이 가운데 부안, 서천, 홍성, 서산, 목감휴게소는 개통 이후에 개장하였고, 행담도휴게소는 서해대교를 포함한 송악 나들목 ~ 서평택 나들목 구간이 개통되면서 같이 설치되어 이듬해 2001년 1월에 개장하였으며, 매송휴게소는 2017년 4월 21일에 착공되어 2018년 4월 20일에 신설 개장되었다. 2001년에 추석 연휴를 맞아 서천 ~ 당진 구간이 개통되었을 당시에는 대천 휴게소만 존재하였으며, 이 당시 명절 귀성객 및 귀경객들의 통행량에 비해 편의 시설이 매우 부족하다는 의견이 제기되기도 하였다.

## 나들목 · 분기점
- 여기서 숫자는 진출입교차점 (IC 및 JC) 번호를 말하고, TG는 요금소(Tollgate), SA는 휴게소(Service Area)를 뜻한다.
- 거리의 단위는 km이다.

| 번호                             | 이름                             | 로마자 이름                      | 구간 거리                        | 누적 거리                        | 접속 노선 | 소재지                           | 소재지                           | 비고                                                                  |
| 국도 제2호선 서해안고속도로 직결 | 국도 제2호선 서해안고속도로 직결 | 국도 제2호선 서해안고속도로 직결 | 국도 제2호선 서해안고속도로 직결 | 국도 제2호선 서해안고속도로 직결 | 국도 제2호선 서해안고속도로 직결 | 국도 제2호선 서해안고속도로 직결 | 국도 제2호선 서해안고속도로 직결 | 국도 제2호선 서해안고속도로 직결                                      |
| -------------------------------- | -------------------------------- | -------------------------------- | -------------------------------- | -------------------------------- | --- | -------------------------------- | -------------------------------- | --------------------------------------------------------------------- |
|                                  | 죽림 분기점                      | Jungnim JC                       | -                                | 4.16                             | 국도 제2호선 (서해안고속도로, 무영로) (10호선 남해고속도로)                                                                                     | 전라남도                         | 무안군                           | 남악방향 진출 시 남해고속도로 간접 연결                               |
| 2                                | 일로                             | Illo                             | 2.10                             | 6.26                             | 지방도 제815호선 (문화로) 지방도 제820호선 (삼일로·임성로)                                                                                      | 전라남도                         | 무안군                           | 무안방향 진입 서울방향 진출 시 요금 지불                              |
| TG                               | 목포 요금소                      | Mokpo TG                         |                                  |                                  | | 전라남도                         | 무안군                           | 본선요금소                                                            |
| 3                                | 무안                             | Muan                             | 17.28                            | 23.54                            | 국도 제1호선 (영산로) 국가지원지방도 제60호선 (영산로) 지방도 제811호선 (영산로)                                                                | 전라남도                         | 무안군                           | 함평군 엄다면과의 경계에 있음                                         |
| 4                                | 함평 분기점                      | Hampyeong JC                     | 2.46                             | 26.00                            | 12호선 무안광주고속도로 | 전라남도                         | 함평군                           |                                                                       |
| SA                               | 함평천지휴게소                   | Hampyeong Cheonji SA             |                                  |                                  | | 전라남도                         | 함평군                           | 목포방향                                                              |
| 5                                | 함평                             | Hampyeong                        | 7.81                             | 33.81                            | 국도 제23호선 (함영로) | 전라남도                         | 함평군                           |                                                                       |
| SA                               | 함평천지휴게소                   | Hampyeong Cheonji SA             |                                  |                                  | | 전라남도                         | 함평군                           | 서울방향                                                              |
| 5-1 SA                           | 불갑산 영광휴게소                | Bulgapsan Yeonggwang SA          |                                  |                                  | | 전라남도                         | 영광군                           | 무안방향(임시 휴게소) (주유소 없음) 하이패스 전용 나들목              |
| 6                                | 영광                             | Yeonggwang                       | 24.33                            | 58.14                            | 국도 제23호선 (영대로) | 전라남도                         | 영광군                           |                                                                       |
| 7                                | 고창 분기점                      | Gochang JC                       | 16.06                            | 74.20                            | 253호선 고창담양고속도로 | 전북특별자치도                   | 고창군                           |                                                                       |
| 8                                | 고창                             | Gochang                          | 2.74                             | 76.94                            | 국도 제23호선 (고인돌대로) 국가지원지방도 제15호선 (동서대로) 중앙로                                                                            | 전북특별자치도                   | 고창군                           |                                                                       |
| SA                               | 고창고인돌휴게소                 | Gochang-Goindol SA               |                                  |                                  | | 전북특별자치도                   | 고창군                           | 양방향                                                                |
| 9                                | 선운산                           | Seonunsan                        | 7.91                             | 84.85                            | 국도 제22호선 (선운대로) 국도 제23호선 (고인돌대로)                                                                                             | 전북특별자치도                   | 고창군                           |                                                                       |
| 10                               | 줄포                             | Julpo                            | 9.87                             | 94.72                            | 지방도 제710호선 (주을로) | 전북특별자치도                   | 부안군                           |                                                                       |
| SA                               | 부안고려청자휴게소               | Buan Goryeo Celadon SA           |                                  |                                  | | 전북특별자치도                   | 부안군                           | 양방향                                                                |
| 11                               | 부안                             | Buan                             | 16.18                            | 110.90                           | 국도 제30호선 (부령로·하원로) 지방도 제747호선 (덕신로)                                                                                         | 전북특별자치도                   | 부안군                           |                                                                       |
| 12                               | 서김제                           | W.Gimje                          | 13.93                            | 124.83                           | 국도 제29호선 (금만로) 만경로·석교로 | 전북특별자치도                   | 김제시                           |                                                                       |
| 13                               | 동군산                           | E.Gunsan                         | 12.55                            | 137.38                           | 국도 제21호선 (새만금북로) 국도 제26호선 (번영로) 국도 제29호선 (금만로·새만금북로)                                                             | 전북특별자치도                   | 군산시                           |                                                                       |
| SA                               | 군산휴게소                       | Gunsan SA                        |                                  |                                  | | 전북특별자치도                   | 군산시                           | 무안방향                                                              |
| 14                               | 군산                             | Gunsan                           | 8.40                             | 145.78                           | 국도 제27호선 (구암로·군익로) 지방도 제706호선 (구암로·십자들로) 지방도 제709호선 (동군산로·오성로)                                             | 전북특별자치도                   | 군산시                           |                                                                       |
| SA                               | 군산휴게소                       | Gunsan SA                        |                                  |                                  | | 전북특별자치도                   | 군산시                           | 서울방향                                                              |
| 15                               | 동서천 분기점                    | E.Seocheon JC                    | 6.23                             | 152.01                           | 151호선 서천공주고속도로 | 충청남도                         | 서천군                           |                                                                       |
| 16                               | 서천                             | Seocheon                         | 8.98                             | 160.99                           | 국도 제4호선 (대백제로) | 충청남도                         | 서천군                           |                                                                       |
| SA                               | 서천휴게소                       | Seocheon SA                      |                                  |                                  | | 충청남도                         | 서천군                           | 양방향                                                                |
| 17                               | 춘장대                           | Chunjangdae                      | 11.91                            | 172.90                           | 국도 제21호선 (충서로) 국도 제77호선 (충서로)                                                                                                   | 충청남도                         | 서천군                           |                                                                       |
| 18                               | 무창포                           | Muchangpo                        | 8.71                             | 181.61                           | 국도 제21호선 (충서로) 국도 제77호선 (충서로) 지방도 제606호선 (무창포로) 지방도 제607호선 (남포방조제로)                                       | 충청남도                         | 보령시                           |                                                                       |
| 19                               | 대천                             | Daecheon                         | 11.99                            | 193.60                           | 국도 제36호선 (대해로) 국도 제77호선 (대해로) 지방도 제607호선 (대해로)                                                                         | 충청남도                         | 보령시                           |                                                                       |
| SA                               | 대천휴게소                       | Daecheon SA                      |                                  |                                  | | 충청남도                         | 보령시                           | 양방향                                                                |
| 20                               | 광천                             | Gwangcheon                       | 19.72                            | 213.32                           | 국가지원지방도 제96호선 (홍남로) | 충청남도                         | 보령시                           |                                                                       |
| SA                               | 홍성휴게소                       | Hongseong SA                     |                                  |                                  | | 충청남도                         | 홍성군                           | 양방향                                                                |
| 21                               | 홍성                             | Hongseong                        | 10.80                            | 224.12                           | 국도 제29호선 (내포로) 국도 제40호선 (내포로·수덕사로)                                                                                          | 충청남도                         | 홍성군                           |                                                                       |
| 22                               | 해미                             | Haemi                            | 13.68                            | 237.80                           | 국도 제45호선 (한티로) 국가지원지방도 제70호선 (한티로)                                                                                         | 충청남도                         | 서산시                           |                                                                       |
| SA                               | 서산휴게소                       | Seosan SA                        |                                  |                                  | | 충청남도                         | 서산시                           | 양방향                                                                |
| 23                               | 서산                             | Seosan                           | 10.72                            | 248.52                           | 국도 제32호선 (서해로) 국가지원지방도 제70호선 (서해로·중앙로) 운암로                                                                           | 충청남도                         | 서산시                           |                                                                       |
| 24                               | 당진 분기점                      | Dangjin JC                       | 6.56                             | 255.08                           | 30호선 서산영덕고속도로 | 충청남도                         | 당진시                           |                                                                       |
| 25                               | 당진                             | Dangjin                          | 9.39                             | 264.47                           | 국도 제32호선 (서해로·예당평야로) 국도 제34호선 (서해로) 반촌로                                                                                 | 충청남도                         | 당진시                           |                                                                       |
| 26                               | 송악                             | Songak                           | 8.07                             | 272.54                           | 국도 제38호선 (북부산업로) 국도 제77호선 (북부산업로) 지방도 제619호선 (송악로)                                                                 | 충청남도                         | 당진시                           |                                                                       |
| SA                               | 행담도휴게소                     | Haengdam Island SA               |                                  |                                  | | 충청남도                         | 당진시                           | 양방향 통합형 회차 가능                                               |
|                                  | 포승                             | Poseung                          |                                  |                                  | 국도 제38호선 (서동대로) | 경기도                           | 평택시                           | 임시 나들목 2000년 6월 1일 폐쇄                                       |
| 27-1                             | 포승 분기점                      | Poseung JC                       |                                  |                                  | 173호선 익산평택고속도로지선 | 경기도                           | 평택시                           |                                                                       |
| 27                               | 서평택                           | W.Pyeongtaek                     | 12.64                            | 285.18                           | 국도 제38호선 (서동대로) 국도 제77호선 (포승향남로) 국도 제82호선 (포승공단로) 국가지원지방도 제82호선 (포승향남로)                             | 경기도                           | 평택시                           |                                                                       |
| 28                               | 서평택 분기점                    | W.Pyeongtaek JC                  | 6.53                             | 291.71                           | 40호선 평택제천고속도로 153호선 평택시흥고속도로                                                                                                | 경기도                           | 평택시                           | 무안방향의 경우 평택시흥고속도로(시흥방향) 진출 불가능                |
| 29                               | 발안                             | Baran                            | 7.82                             | 299.53                           | 국도 제39호선 (서해로) 국가지원지방도 제82호선 (삼천병마로·푸른들판로) 발안양감로·3.1만세로                                                     | 경기도                           | 화성시                           |                                                                       |
| SA                               | 화성휴게소                       | Hwaseong SA                      |                                  |                                  | | 경기도                           | 화성시                           | 양방향                                                                |
| 29-1                             | 팔탄 분기점                      | Paltan JC                        |                                  |                                  | 400호선 수도권제2순환고속도로 | 경기도                           | 화성시                           |                                                                       |
| 30                               | 비봉                             | Bibong                           | 13.62                            | 313.15                           | 국도 제39호선 (서해로) 지방도 제313호선 (화성로)                                                                                                | 경기도                           | 화성시                           |                                                                       |
| SA                               | 매송휴게소                       | Maesong SA                       |                                  |                                  | | 경기도                           | 화성시                           | 양방향 구 매송 요금소 부지                                            |
| 31                               | 매송                             | Maesong                          | 4.02                             | 317.17                           | 국도 제39호선 (수인로) 국도 제42호선 (수인로) 국가지원지방도 제84호선 (매송로) 국가지원지방도 제98호선 (매송로) 각골로·용담로 푸른들판로·해안로 | 경기도                           | 화성시                           |                                                                       |
| 31-1                             | 팔곡 분기점                      | Palgok JC                        | 3.80                             | 320.97                           | 50호선 영동고속도로 | 경기도                           | 안산시                           | 둔대 분기점과 연계 무안방향의 경우 영동고속도로(강릉방향) 진출 불가능 |
| 32                               | 안산 분기점                      | Ansan JC                         | 5.12                             | 326.09                           | 50호선 영동고속도로 | 경기도                           | 안산시                           | 서울방향의 경우 영동고속도로(강릉방향) 진출 불가능                    |
| TG                               | 서서울 요금소                    | W.Seoul TG                       |                                  |                                  | | 경기도                           | 안산시                           | 본선요금소                                                            |
| 33                               | 조남 분기점                      | Jonam JC                         | 2.89                             | 328.98                           | 100호선 수도권제1순환고속도로 | 경기도                           | 시흥시                           |                                                                       |
| SA                               | 목감휴게소                       | Mokgam SA                        |                                  |                                  | | 경기도                           | 시흥시                           | 서울방향 2021년 7월 31일 임시 폐쇄                                    |
| 34                               | 목감                             | Mokgam                           | 3.16                             | 332.14                           | 국도 제42호선 (수인로) 지방도 제330호선 (제3경인고속화도로) 동서로                                                                              | 경기도                           | 시흥시                           |                                                                       |
| 35                               | 광명역                           | Gwangmyeong Stn.                 | 1.15                             | 333.29                           | 광명역로·서독로 | 경기도                           | 안양시                           |                                                                       |
| 36                               | 일직 분기점                      | Iljik JC                         | 2.67                             | 335.96                           | 110호선 제2경인고속도로 | 경기도                           | 광명시                           |                                                                       |
| 37                               | 소하 분기점                      | Soha JC                          |                                  |                                  | 서울특별시도 제94호선 (강남순환로) 17호선 평택파주고속도로 남광명 ~ 성채/소하 구간                                                              | 경기도                           | 광명시                           | 무안방향의 경우 강남순환로(서초방향) 진출 불가능                      |
|                                  | 금천                             | Geumcheon                        | 4.20                             | 340.16                           | 국도 제1호선 (서부간선도로·안양천로) | 서울특별시                       | 금천구                           | 서울방향 진입과 무안방향 진출만 가능                                  |
|                                  | 서울종점                         | Seoul                            | 0.65                             | 340.81                           | | 서울특별시                       | 금천구                           |                                                                       |
| 국도 제1호선 서부간선도로 직결   |                                  |                                  |                                  |                                  | |                                  |                                  |                                                                       |

## 고속도로 지정 해제 구간
목포시 ~ 죽림 분기점 4.8km 구간은 1998년 8월 25일 무안 ~ 목포 23.2km 구간의 일부로 개통되었으며 본래 서해안고속도로에 해당했다. 2011년 12월 23일에 무안군 삼향읍 ~ 영암군 삼호면 서호리 구간의 국도 제2호선의 무영로가 개통됨과 동시에 죽림 분기점이 신설되면서 기존 목포시 ~ 죽림 분기점 구간이 국도 제2호선으로 편입되고 서해안고속도로의 기점은 죽림 분기점으로 단축되었다. 다만 도로명은 여전히 서해안고속도로이다.
- 시설물
  - IC : 나들목(Interchange)
  - JC : 분기점(Junction)

| 번호                                     | 이름                                     | 로마자 이름                              | 구간 거리                                | 누적 거리                                | 접속 노선                                       | 소재지                                   | 소재지                                   | 비고                                                  |
| 국도 제1호선, 국도 제2호선 고하대로 직결 | 국도 제1호선, 국도 제2호선 고하대로 직결 | 국도 제1호선, 국도 제2호선 고하대로 직결 | 국도 제1호선, 국도 제2호선 고하대로 직결 | 국도 제1호선, 국도 제2호선 고하대로 직결 | 국도 제1호선, 국도 제2호선 고하대로 직결        | 국도 제1호선, 국도 제2호선 고하대로 직결 | 국도 제1호선, 국도 제2호선 고하대로 직결 | 국도 제1호선, 국도 제2호선 고하대로 직결              |
| ---------------------------------------- | ---------------------------------------- | ---------------------------------------- | ---------------------------------------- | ---------------------------------------- | ----------------------------------------------- | ---------------------------------------- | ---------------------------------------- | ----------------------------------------------------- |
|                                          | 목포기점                                 |                                          | -                                        | 0.00                                     | 국도 제1호선 (고하대로) 국도 제2호선 (고하대로) | 전라남도                                 | 목포시                                   | 구 기점                                               |
| 1                                        | 목포                                     | Mokpo                                    | 0.26                                     | 0.26                                     | 국도 제1호선 (영산로)                           | 전라남도                                 | 목포시                                   |                                                       |
| 2-1                                      | 죽림 분기점                              | Jungnim JC                               | 3.90                                     | 4.16                                     | 국도 제2호선 (무영로)                           | 전라남도                                 | 무안군                                   | 남악방향 진출시 남해고속도로(영암~순천 구간) 간접연결 |
| 서해안고속도로 직결                      |                                          |                                          |                                          |                                          |                                                 |                                          |                                          |                                                       |

### 통과하는 지역
- 전라남도
  - 목포시 - 무안군

### 제한 속도
- 최고 90km/h, 최저 30km/h

## 통과하는 지역
전라남도
- 무안군 (삼향읍 - 일로읍 - 몽탄면 - 무안읍) - 함평군 엄다면 - 무안군 무안읍 - 함평군 (엄다면 - 함평읍) - 무안군 현경면 - 함평군 (함평읍 - 손불면 - 신광면) - 영광군 (불갑면 - 군서면 - 영광읍 - 묘량면 - 대마면)

전북특별자치도
- 고창군 (대산면 - 무장면 - 성송면 - 고수면 - 고창읍 - 신림면 - 부안면 - 흥덕면) - 부안군 (줄포면 - 보안면 - 주산면 - 부안읍 - 동진면 - 백산면) - 김제시 (죽산면 - 복죽동 - 성덕면 - 만경읍 - 청하면) - 군산시 (대야면 - 임피면 - 성산면 - 나포면)

충청남도
- 서천군 (화양면 - 기산면 - 서천읍 - 종천면 - 비인면 - 서면) - 보령시 (주산면 - 웅천읍 - 남포면 - 내항동 - 남곡동 - 내항동 - 대천동 - 주교면 - 주포면 - 청소면 - 천북면) - 홍성군 (은하면 - 결성면 - 갈산면) - 서산시 (고북면 - 해미면 - 운산면) - 당진시 (정미면 - 사기소동 - 용연동 - 면천면 - 순성면 - 송악읍 - 신평면 - 송악읍)

경기도
- 평택시 (포승읍 - 청북읍) - 화성시 (향남읍 - 팔탄면 - 비봉면 - 매송면) - 안산시 상록구 (건건동 - 팔곡1동) - 군포시 둔대동 - 안산시 상록구 (부곡동 - 장하동) - 시흥시 (조남동 - 목감동) - 광명시 가학동 - 안양시 만안구 (박달동 - 석수동 - 박달동 - 석수동) - 광명시 일직동 - 안양시 만안구 석수동 - 광명시 소하동 - 안양시 만안구 석수동

서울특별시
- 금천구 (시흥동 - 독산동)

## 교통량
2010년 기준의 교통량 정보는 다음과 같다.
| 구간          | 거리 (km) | 평균 통행량 (대/일) | 평균 통행량 (대/일) |
| 구간          | 거리 (km) | 12시간              | 24시간              |
| ------------- | --------- | ------------------- | ------------------- |
| 목포 ~ 함평   | 26.1      | 18,690              | 24,821              |
| 함평 ~ 고창   | 48.2      | 7,585               | 10,604              |
| 고창 ~ 동서천 | 77.8      | 15,702              | 21,710              |
| 동서천 ~ 당진 | 103.1     | 19,455              | 27,140              |
| 당진 ~ 서평택 | 36.6      | 47,352              | 67,994              |
| 서평택 ~ 안산 | 34.3      | 77,443              | 109,507             |
| 안산 ~ 금천   | 14.9      | 84,336              | 126,433             |

최고 통행량 지점은 안산 분기점부터 조남 분기점까지의 2.9 km 구간으로, 24시간에 193,753대 (10개 차선, 차선당으로 환산하면 19,375대/차선)가 통과한다. 차선당 최고 통행량 지점은 조남 분기점부터 목감 나들목까지 3.2 km 구간으로 24시간당 차선당 22,433대 (6개 차선, 총 134,596대)가 통과한다.

## 사고

### 2009년서해대교
2006년 10월 3일 오전 7시 50분경 (한국 표준시) 서해대교 구간에서의 짙은 안개로 인한 29중 연쇄 추돌 사고가 발생하였으며 이 사고로 12명이 사망하고 50여명 이 부상하는 인명피해를 냈다. 기상 상황 뿐만 아니라 운전자들의 과속, 일부 운전자들의 갓길 주행도 피해의 원인이었다. 피해액은 약 40억원으로, 한국의 자동차보험 역사상 가장 큰 사고로 기록되는 불명예를 안았다. 사고 이후, 서해대교 여러 구간의 안전시설이 보강되었다.

### 2016년광천 나들목
2016년 1월 3일 오전 8시 10분경 충청남도 보령시 천북면 서해안고속도로 광천 나들목 부근에서 심한 안개로 차량 17대가 추돌해 15명의 사상자가 발생했다. 당시 충남지역에 안개주의보가 내려진 가운데 가시거리가 불과 50 m도 되지 않았다. 대한민국 기상청의 기상 관측 기록에 의하면 사고 당시인 1월 3일 오전 8시 보령시의 시정은 불과 0.1 km 미만이었다.
| 정오 | 8.0  | 10.3 | 7.5 | 83 | 1.1 | 6.2 | 6.1 | 100 | 3.0  | 7.4 | 6.9 | 97 | 4.0 | 8.4 | 5.6 | 83 | 11.0 | 8.3  | 5.0  | 80 | 5.0 | 10.1 | 7.1 | 82 | 2.0 | 7.6 | 6.8 | 95  | 1.9 | 5.7  | 1.9  | 77 | 0.6  | 6.1 | 5.8 | 98 |
| 11시 | 5.0  | 8.8  | 8.6 | 99 | 0.2 | 4.6 | 4.5 | 100 | 0.5  | 5.9 | 5.4 | 97 | 0.3 | 7.4 | 5.3 | 87 | 0.7  | 2.1  | 1.5  | 96 | 2.0 | 5.5  | 5.0 | 97 | 0.8 | 6.3 | 6.2 | 100 | 1.3 | 3.2  | 0.7  | 84 | <0.1 | 5.7 | 5.4 | 98 |
| 10시 | 0.3  | 6.5  | 6.3 | 99 | 0.2 | 3.7 | 3.6 | 100 | 0.2  | 5.1 | 4.6 | 97 | 0.1 | 4.8 | 4.5 | 98 | 0.2  | 0.1  | -0.3 | 97 | 2.0 | 2.7  | 2.2 | 97 | 0.4 | 5.8 | 5.7 | 100 | 1.1 | 1.7  | 0.2  | 90 | 0.4  | 5.4 | 5.1 | 98 |
| 9시  | <0.1 | 4.7  | 4.5 | 99 | 0.3 | 2.5 | 2.4 | 100 | 0.1  | 3.9 | 3.4 | 97 | 0.1 | 2.3 | 2.0 | 98 | 0.2  | -0.6 | -1.0 | 97 | 2.0 | 1.7  | 1.2 | 97 | 0.2 | 5.3 | 5.2 | 100 | 0.9 | 0.9  | -0.5 | 90 | <0.1 | 5.0 | 4.7 | 98 |
| 8시  | <0.1 | 4.2  | 4.0 | 99 | 0.3 | 1.7 | 1.6 | 100 | 0.1  | 3.3 | 2.8 | 97 | 2.3 | 1.0 | 0.7 | 98 | 0.2  | -1.3 | -1.7 | 97 | 1.2 | 1.1  | 0.6 | 97 | 0.1 | 4.8 | 4.7 | 100 | 0.7 | 0.0  | -1.4 | 90 | <0.1 | 5.1 | 4.8 | 98 |
| 7시  | 0.3  | 4.4  | 4.2 | 99 | 0.2 | 1.4 | 1.3 | 100 | 0.1  | 2.7 | 2.2 | 97 | 2.7 | 0.9 | 0.4 | 97 | 0.3  | -1.5 | -1.9 | 97 | 1.5 | 1.7  | 1.2 | 97 | 0.7 | 4.6 | 4.5 | 100 | 0.8 | -0.6 | -2.0 | 90 | <0.1 | 5.1 | 4,8 | 98 |
| 6시  | 0.1  | 5.0  | 4.8 | 99 | 0.2 | 1.3 | 1.2 | 100 | <0.1 | 3.9 | 3.4 | 97 | 3.2 | 1.1 | 0.6 | 97 | 0.2  | -0.8 | -1.2 | 97 | 1.6 | 2.1  | 1.6 | 97 | 0.9 | 4.8 | 4.7 | 100 | 0.8 | -0.7 | -1.9 | 91 | <0.1 | 5.1 | 4.8 | 98 |
| 5시  | 1.3  | 6.5  | 6.3 | 99 | 0.2 | 1.1 | 1.0 | 100 | <0.1 | 4.4 | 3.9 | 97 | 2.8 | 1.5 | 1.0 | 97 | 0.3  | -1.0 | -1.5 | 96 | 1.7 | 2.6  | 2.1 | 97 | 0.9 | 3.9 | 3.8 | 100 | 0.9 | -0.6 | -2.0 | 90 | <0.1 | 5.2 | 4.9 | 98 |
| 4시  | 1.7  | 6.0  | 5.8 | 99 | 0.1 | 0.6 | 0.5 | 100 | <0.1 | 5.5 | 5.0 | 97 | 2.8 | 1.5 | 1.0 | 97 | 2.1  | -0.7 | -1.4 | 95 | 2.0 | 2.7  | 2.2 | 97 | 0.9 | 2.7 | 2.6 | 100 | 0.7 | -1.4 | -2.8 | 90 | 0.6  | 6.3 | 6.0 | 98 |
| 3시  | 2.5  | 6.2  | 6.0 | 99 | 0.1 | 0.9 | 0.8 | 100 | 0.3  | 5.7 | 5.2 | 97 | 3.0 | 1.7 | 1.1 | 96 | 2.8  | 0.0  | -0.7 | 95 | 2.0 | 3.4  | 2.9 | 97 | 1.2 | 3.5 | 3.4 | 100 | 0.8 | -0.6 | -2.0 | 90 | 1.4  | 6.9 | 6.6 | 98 |
| 2시  | 3.9  | 7.6  | 7.4 | 99 | 1.1 | 1.4 | 1.3 | 100 | 0.8  | 5.6 | 5.1 | 97 | 3.0 | 2.1 | 1.5 | 96 | 3.3  | 0.4  | -0.4 | 94 | 2.0 | 3.5  | 2.9 | 96 | 1.2 | 4.0 | 3.9 | 100 | 1.0 | -0.1 | -1.5 | 90 | 1.7  | 7.0 | 6.7 | 98 |
| 1시  | 3.6  | 6.8  | 6.5 | 98 | 0.8 | 1.8 | 1.7 | 100 | 1.3  | 3.9 | 3.4 | 97 | 2.9 | 2.2 | 1.4 | 95 | 3.0  | -0.1 | -0.7 | 94 | 2.5 | 3.9  | 2.8 | 93 | 1.4 | 4.1 | 4.0 | 100 | 1.0 | 0.1  | -1.5 | 89 | 3.0  | 7.3 | 6.9 | 98 |
| 0시  | 5.0  | 8.4  | 8.0 | 98 | 1.7 | 2.4 | 2.3 | 100 | 1.5  | 3.9 | 3.4 | 97 | 3.8 | 2.6 | 1.7 | 94 | 2.6  | 0.5  | -0.3 | 94 | 3.0 | 4.6  | 3.4 | 92 | 1.5 | 4.4 | 4.3 | 100 | 1.4 | 0.9  | -1.0 | 87 | 3.0  | 7.4 | 7.0 | 98 |

### 2020년 송악 나들목
2020년 10월 20일 새벽 5시 20분경 서해대교 인근 서해안고속도로 당진시 송악 나들목에서 짙은 안개로 인해 10여 대의 차량이 연쇄 추돌하였다. 먼저 25톤 화물차 2대가 추돌했고 후속차들이 서행하다 급정거 하면서 9대가 추돌했으며 추가로 4대가 더 충돌했다. 오전 6시 30분 기준으로 일대의 가시거리는 40~70 m에 불과했다. 이날 서해대교를 비롯해 천안시, 홍성군, 인천광역시, 파주시 등 서해안과 수도권 곳곳에 안개가 발생했다. 
| 정오 | 5.8  | 18.0 | 9.6  | 58  | >20  | 20.7 | 6.2  | 39 | 6.0  | 16,7 | 13.2 | 80 | 5.1  | 17.6 | 9.2 | 58  | 8.2 | 18.9 | 10.1 | 57  | 10.6 | 16.6 | 9.0  | 61  | 4.2 | 16.5 | 9.6  | 64 | >20  | 18.6 | 8.2  | 51  | 17.7 | 18.0 | 7.9  | 52  |
| 11시 | 3.3  | 13.0 | 12.9 | 100 | >20  | 19.4 | 10.3 | 56 | 0.9  | 12.2 | 12.0 | 99 | 5.0  | 14.2 | 8.5 | 69  | 7.7 | 18.0 | 10.8 | 63  | 13.5 | 14.7 | 8.8  | 68  | 1.6 | 14.5 | 11.0 | 80 | 11.6 | 15.4 | 11.1 | 76  | >20  | 15.0 | 9.5  | 70  |
| 10시 | 0.2  | 9.7  | 9.6  | 100 | >20  | 17.4 | 14.2 | 83 | 0.1  | 9.8  | 9.6  | 99 | 1.8  | 10.0 | 9.9 | 100 | 4.5 | 15.8 | 11.9 | 78  | 5.6  | 10.1 | 10.0 | 100 | 0.7 | 12.8 | 11.0 | 89 | 7.6  | 10.2 | 10.1 | 100 | >20  | 10.6 | 10.4 | 99  |
| 9시  | <0.1 | 8,2  | 8.1  | 100 | 14.4 | 11.3 | 11.1 | 99 | 0.1  | 8.2  | 8.0  | 99 | 0.1  | 7.5  | 7.4 | 100 | 3.6 | 13.1 | 12.6 | 97  | 0.3  | 7.8  | 7.7  | 100 | 0.1 | 12.2 | 11.5 | 96 | 1.1  | 7.5  | 7.4  | 100 | 4.7  | 7.6  | 7.5  | 100 |
| 8시  | <0.1 | 7.7  | 7.6  | 100 | 0.3  | 8.4  | 8.0  | 98 | <0.1 | 7.2  | 7.0  | 99 | <0.1 | 5.9  | 5.8 | 100 | 3.2 | 9.9  | 9.8  | 100 | 0.2  | 7.2  | 7.1  | 100 | 0.6 | 12.2 | 11.7 | 97 | 0.2  | 7.0  | 6.9  | 100 | 0.2  | 6.3  | 6.2  | 100 |
| 7시  | <0.1 | 7.6  | 7.5  | 100 | 10.4 | 6.0  | 5.4  | 96 | <0.1 | 7.0  | 6.8  | 99 | 0.1  | 5.1  | 5.0 | 100 | 1.1 | 8.4  | 8.3  | 100 | 0.1  | 7.1  | 7.0  | 100 | 0.9 | 12.2 | 11.7 | 97 | 0.1  | 5.9  | 5.8  | 100 | 0.1  | 6.0  | 5.9  | 100 |
| 6시  | <0.1 | 7.5  | 7.4  | 100 | >20  | 6.8  | 6.2  | 96 | <0.1 | 6.3  | 6.1  | 99 | 0.4  | 5.1  | 5.0 | 100 | 3.3 | 7.6  | 7.5  | 100 | 0.1  | 7.2  | 7.1  | 100 | 0.4 | 12.5 | 12.0 | 97 | 0.4  | 6.6  | 6.5  | 100 | 0.1  | 6.5  | 6.4  | 100 |
| 5시  | <0.1 | 7.5  | 7.4  | 100 | >20  | 6.8  | 6.2  | 96 | <0.1 | 5.8  | 5.6  | 99 | 1.3  | 5.3  | 5.2 | 100 | 2.1 | 7.6  | 7.5  | 100 | 1.5  | 7.3  | 7.2  | 100 | 0.3 | 12.9 | 12.4 | 97 | 1.4  | 6.6  | 6.5  | 100 | 0.1  | 6.5  | 6.4  | 100 |
| 4시  | <0.1 | 7.5  | 7.4  | 100 | 9.5  | 7.6  | 6.9  | 96 | 0.7  | 6.5  | 6.3  | 99 | 1.4  | 6.7  | 6.6 | 100 | 0.9 | 7.9  | 7.8  | 100 | 5.5  | 7.3  | 7.1  | 99  | 0.8 | 13.6 | 12.4 | 93 | 3.7  | 7.4  | 7.2  | 99  | 0.2  | 7.2  | 7.1  | 100 |
| 3시  | <0.1 | 7.6  | 7.5  | 100 | 8.1  | 7.2  | 6.4  | 95 | 0.7  | 6.9  | 6.7  | 99 | 0.6  | 6.7  | 6.6 | 100 | 0.3 | 9.4  | 9.3  | 100 | 4.8  | 7.8  | 7.7  | 100 | 1.2 | 13.3 | 11.6 | 90 | 4.7  | 8.1  | 7.9  | 99  | 0.2  | 7.7  | 7.6  |     |
| 2시  | 0.9  | 7.8  | 7.7  | 100 | 5.9  | 8.5  | 8.0  | 97 | 0.9  | 8.0  | 7.6  | 98 | 1.3  | 7.7  | 7.6 | 100 | 2.0 | 11.0 | 10.9 | 100 | 3.7  | 8.3  | 8.1  | 99  | 1.9 | 13.9 | 11.5 | 86 | 3.5  | 8.8  | 8.6  | 99  | 0.2  | 7.3  | 7.2  | 100 |
| 1시  | 1.1  | 8.3  | 8.2  | 100 | 3.8  | 9.0  | 8.3  | 96 | 1.4  | 8.0  | 7.6  | 98 | 1.3  | 8.9  | 8.8 | 100 | 2.0 | 11.1 | 11.0 | 100 | 4.7  | 8.8  | 8.6  | 99  | 2.4 | 14.6 | 12.4 | 87 | 3.9  | 9.3  | 8.9  | 98  | 0.1  | 7.0  | 6.9  | 100 |
| 0시  | 1.3  | 8.4  | 8.3  | 100 | 4.1  | 9.2  | 8.4  | 95 | 1.8  | 8.3  | 7.6  | 96 | 2.0  | 8.7  | 8.3 | 98  | 1.7 | 11.3 | 11.2 | 100 | 4.2  | 9.5  | 9.3  | 99  | 3.1 | 15.1 | 13.1 | 88 | 5.8  | 10.1 | 9.7  | 98  | 2.1  | 7.9  | 7.8  | 100 |

### 2015년서해대교
2015년 12월 3일 오후 6시 10분경 서해대교 주탑에 연결된 와이어에서 화재가 발생해 이를 진압하던 소방관 1명이 끊어진 와이어에 맞아 순직하고 2명이 부상을 입었다. 이 사고로 인하여 안전 점검을 위해 12월 19일까지 대교를 양방향 전면 통제했었다.

## 사진

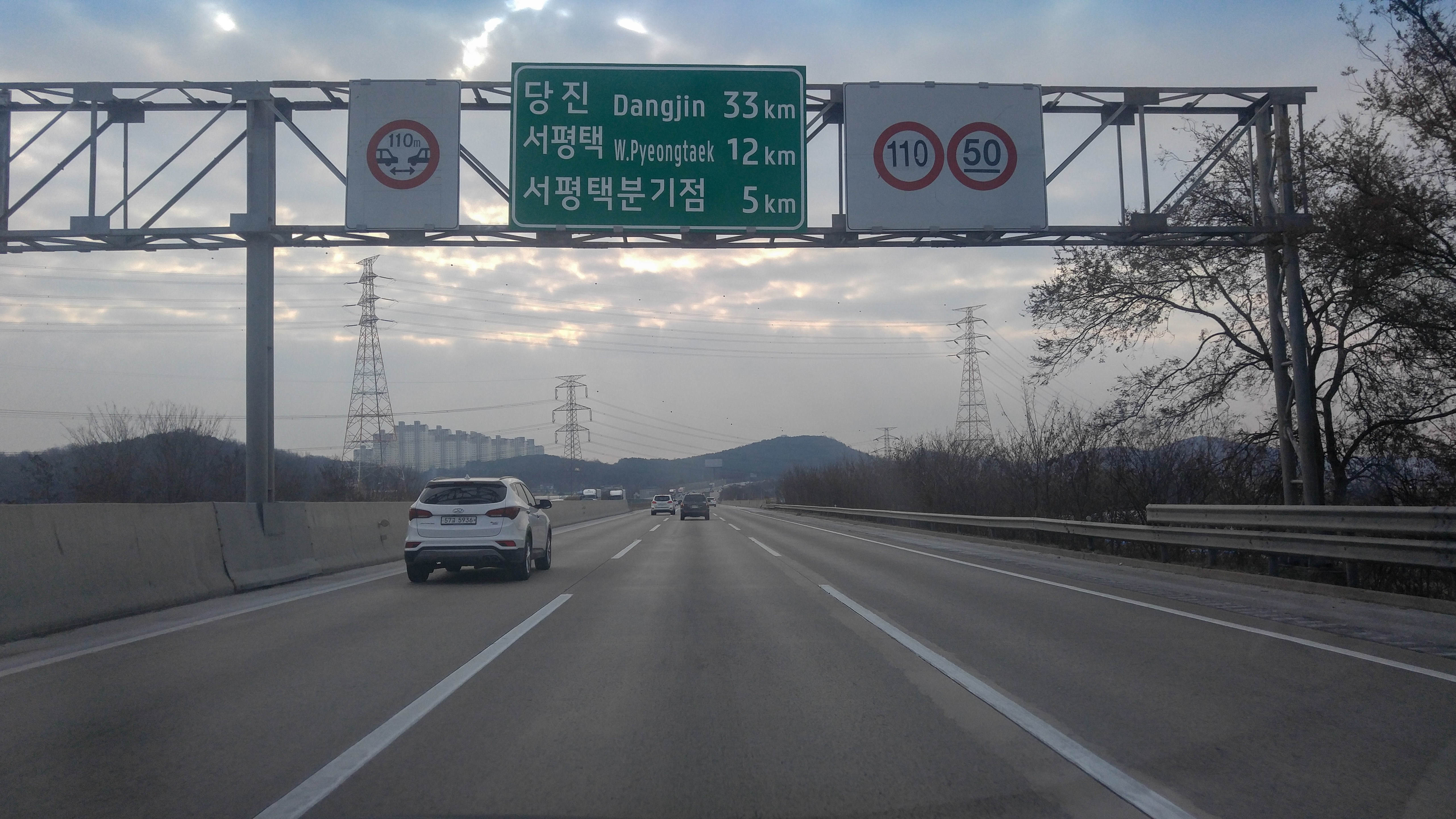
발안 나들목 인근 전경 (하행)
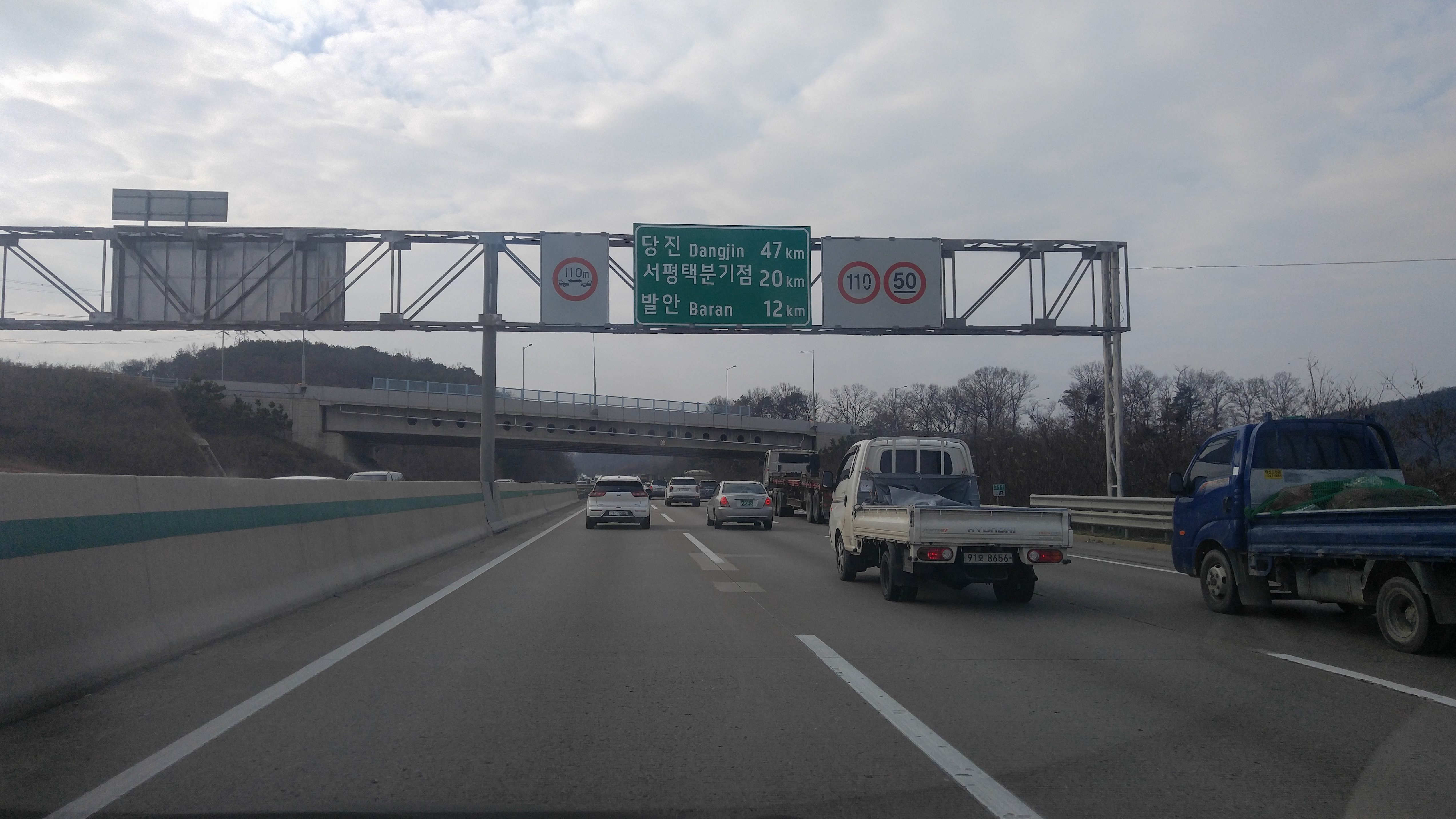
비봉 나들목 인근 전경 (하행)

## 같이 보기
- 서천공주고속도로
- 평택시흥고속도로
- 포승 나들목 (서해안고속도로)